# Southern Oscillation Index

Southern Oscillation Index seit 1876

Der Southern Oscillation Index (SOI) ist die normalisierte Luftdruckdifferenz zwischen Tahiti (zentraler Pazifik) und Darwin (Nordaustralien). Er zeigt den Zustand der Southern Oscillation an, insbesondere die relative Stärke oder Schwäche der Walker-Zirkulation.
Der Index geht auf Gilbert Walker zurück, der in den 1920er und 30er Jahren Korrelationen zwischen zahlreichen meteorologischen Zeitreihen berechnete und darauf aufbauend komplexe Formeln zur Vorhersage der Stärke des indischen Monsuns bildete. Das Motiv war die Vorhersage von Dürren durch Ausbleiben des Monsuns.
Zur Bildung des SOI werden die Messwerte gemittelt (durch Walker quartalsweise, heute monatlich), um ihren Jahresgang bereinigt und ihre Differenz auf eine Standardabweichung von 10  skaliert. Falls das Ergebnis über mehrere Monate deutlich in eine Richtung tendiert, > 7 oder < −7, gilt das als ein La Niña- bzw. El Niño-Ereignis, siehe El Niño-Southern Oscillation.